# Faulagh
Faulagh (irl. Fálach) – wieś w prowincji Connacht, w hrabstwie Mayo w Irlandii..